# Elenco dei consoli di Caffa e Gazaria
La colonia di Caffa (oggi Feodosija) fu il principale centro della Gazaria genovese, istituita nel 1266. Il suo governo era affidato a un console nominato annualmente dal Senato di Genova. In seguito alla peste nera del 1347, i consoli ottennero titoli onorifici più ampi, venendo spesso definiti consoli di tutta la Gazaria. L’ufficio rimase attivo fino al 1475, anno della conquista ottomana.
| Anno | Console / Governatore             | Note                                                    |
| ---- | --------------------------------- | ------------------------------------------------------- |
| 1289 | Paolino Doria                     |                                                         |
| 1297 | Alberto Mallone                   |                                                         |
| 1332 | Pasquale Giudice                  |                                                         |
| 1343 | Dondedeo de’ Giusti               |                                                         |
| 1352 | Gottifredo di Zoagli              |                                                         |
| 1354 | Leonardo Montaldo                 | Futuro doge di Genova                                   |
| 1355 | Domenico di Vivaldi               | Incarico pluriennale (anche 1420, 1426)                 |
| 1365 | Bartolomeo de’ Jacopo             |                                                         |
| 1370 | Giuliano de Castro                |                                                         |
| 1373 | Simone Grimaldo                   |                                                         |
| 1374 | Eliano de Camilla                 |                                                         |
| 1380 | Giannone del Bosco                |                                                         |
| 1381 | Januisio de’ Mari                 |                                                         |
| 1383 | Meliaduce Cananeo                 |                                                         |
| 1384 | Giacomo Spinola                   |                                                         |
| 1385 | Pietro Gazano                     |                                                         |
| 1386 | Benedetto Grimaldi                |                                                         |
| 1387 | Giovanni degli Innocenti          |                                                         |
| 1391 | Niccolò Giustiniani "Banca"       |                                                         |
| 1393 | Eliano Centurioni Becchignoni     |                                                         |
| 1399 | Antonio de’ Marini                |                                                         |
| 1404 | Costantino Lercari                |                                                         |
| 1409 | Giacomo Doria                     |                                                         |
| 1410 | Giorgio Adorno                    |                                                         |
| 1411 | Domenico Spinola                  |                                                         |
| 1412 | Battista de’ Franchi (Luxardo)    |                                                         |
| 1413 | Paolo Lercari                     |                                                         |
| 1418 | Giacomo Adorno                    |                                                         |
| 1419 | Leonardo Cattaneo                 | Giurista multato per abusi di potere                    |
| 1420 | Quilico Gentile                   |                                                         |
| 1421 | Manfredo Sauli                    |                                                         |
| 1422 | Gerolamo Giustiniani Moneglia     |                                                         |
| 1422 | Antonio Maruffo                   |                                                         |
| 1423 | Antonio Cavanna                   |                                                         |
| 1423 | Federigo Spinola di Uscelli       |                                                         |
| 1424 | Ballista Giustiniani              |                                                         |
| 1425 | Pietro Fieschi                    |                                                         |
| 1426 | Francesco di Vivaldi              |                                                         |
| 1428 | Gabriele Giustiniani              |                                                         |
| 1429 | Luigi Salvago                     |                                                         |
| 1434 | Ballista de’ Fornari              |                                                         |
| 1446 | Giovanni Navone                   |                                                         |
| 1447 | Antoniotto De’ Franchi            |                                                         |
| 1448 | Antonio Maria Fieschi             |                                                         |
| 1448 | Giovanni Spinola                  |                                                         |
| 1449 | Teodoro Fieschi                   |                                                         |
| 1450 | Giovanni Giustiniani Longo        |                                                         |
| 1453 | Bartolomeo (Borrello) Grimaldi    |                                                         |
| 1454 | Demetrio de’ Vivaldi              |                                                         |
| 1455 | Tomaso de’ Domoculta              |                                                         |
| 1456 | Antonio Lercaro                   |                                                         |
| 1456 | Paolo Raggi                       |                                                         |
| 1457 | Damiano de’ Leone                 |                                                         |
| 1457 | Antonio Lercari                   |                                                         |
| 1458 | Bartolomeo Gemile                 |                                                         |
| 1459 | Martino Giustiniani               |                                                         |
| 1460 | Azelino Squarciafico              |                                                         |
| 1461 | Luca Salvago                      |                                                         |
| 1462 | Raffaele Lercari                  |                                                         |
| 1463 | Gherardo Lomellini                |                                                         |
| 1464 | Baldassare Doria                  |                                                         |
| 1464 | Raffaele di Monlevaro             |                                                         |
| 1465 | Gregorio De Reza                  |                                                         |
| 1465 | Antonio della Cabella             |                                                         |
| 1466 | Alaone Doria                      |                                                         |
| 1467 | Gentile De Camilla                |                                                         |
| 1468 | Calocero (Callocius) de’ Guizolfi | Epigrafe conservata a Caffa                             |
| 1469 | Carlo Cicogna                     |                                                         |
| 1470 | Raffaele Adorno                   |                                                         |
| 1470 | Giovanni Renzo della Cabella      |                                                         |
| 1471 | Oberto (Uberto) Squarciafico      |                                                         |
| 1471 | Filippo Chiavroja                 |                                                         |
| 1472 | Erasto Giustiniani                |                                                         |
| 1472 | Scipione Doria                    |                                                         |
| 1473 | Gioffredo Lercari                 |                                                         |
| 1474 | Battista Giustiniani Oliverio     |                                                         |
| 1475 | Antonio della Cabella             | Ultimo console nominato prima della caduta              |
| 1475 | Antoniotto della Cabella          | Ultimo console effettivo; morì nella conquista ottomana |
| 1475 | Giuliano Gentile (Falamonica)     | Nominato console nello stesso anno                      |
| 1475 | Galeazzo de’ Levanto              | Ultimo console registrato                               |